# Caryodaphnopsis theobromifolia
Caryodaphnopsis theobromifolia är en lagerväxtart som först beskrevs av Howard Scott Gentry, och fick sitt nu gällande namn av H. van der Werff & H.G. Richter. Caryodaphnopsis theobromifolia ingår i släktet Caryodaphnopsis och familjen lagerväxter. Inga underarter finns listade i Catalogue of Life.